# Enebacken, Osby
Enebacken är en fastighet i Osby, som tidigare varit en kronofogdegård och numera inhyser kansli och arkiv för Osby hembygdsförening.
Enebacken uppfördes på 1830-talet. Den ägdes av kronofogden Eneroth mellan 1874 och 1904. Denne gav fastigheten namnet Enebacken.
Gården testamenterades 1980 till Osby hembygdsförening av rektorerna Emil (1891–1978) och Ester (1893–1980) Arfwedsson. Den drivs av Stiftelsen Ester och Emil Arfwedssons minnesgård Enebacken.
Till gården hör också byggnaden Lilla Enebacken, som har varit arrendatorsbostad samt kronofogdens expedition och arrestlokaler. I början av 1900-talet inrymde Lilla Enebacken också ett bageri. Bageriet startades av Albert Svensson och växte för att så småningom bli företaget Osbybagaren. Byggnaden inrymmer idag bland annat en liesamling, en textilsamling och ett skolmuseum. 
På platsen för en tidigare ekonomibyggnad har uppförts en byggnad som inhyser Osby hembygdsförenings vagnsmuseum, vilket invigdes 2007.